# Chuck Acoustic EP
Chuck Acoustic EP to minialbum grupy muzycznej Sum 41.

## Lista utworów
1. "Pieces [Acoustic]" – 3:18
2. "No Brains [Acoustic]" – 3:04
3. "Over My Head (Better Off Dead) [Acoustic]" – 2:46
4. "Some Say [Acoustic]" – 3:42
5. "There's No Solution [Acoustic]" – 3:28